# TT289
La tombe thébaine TT 289 est située à Dra Abou el-Naga, dans la nécropole thébaine, sur la rive ouest du Nil, face à Louxor en Égypte.
C'est la sépulture de Sétaou, vice-roi de Nubie dans la seconde moitié du règne de Ramsès II.

## Description
Le tombeau est grand et décoré avec des scènes allant d'un cortège funèbre à des scènes du livre des morts, de scènes de Sétaou - parfois avec sa femme Nofretmout - devant des divinités.
Parmi les découvertes dans sa tombe, il y a des fragments du couvercle du sarcophage de granit de Sétaou, et un couvercle de cercueil de son épouse avec des figures de Thot et Amset.
Sétaou a réutilisé la pyramide appartenant à la tombe 288 qui appartenait à Békenkhons dont le tombeau est également datée de la période ramesside.